# Одной крови
«Одной крови» (яп. ブラッドアローン бураддо аро:н, Blood Alone) — манга о вампирах, созданная Масаюки Такано (яп. 高野 真之 Такано Масаюки), автором Boogiepop Dual. Появилась на свет в качестве додзинси, затем начала выходить по в ежемесячном журнале Dengeki Daioh для юношей (сёнэн). Отдельными томами публиковалась издательством MediaWorks под импринтом Dengeki Comics. После слияния компании MediaWorks и ASCII, манга продолжила публикацию в новообразованном издательстве ASCII Media Works со старым импринтом. Последняя глава «Одной крови» в Dengeki Daioh появилась в апрельском номере 2010 года. Манга была перенесена в Evening, журнал для взрослой мужской аудитории (сэйнэн) издательства Kodansha. Очередная глава должна появиться в 24-м номере Evening, изданном 23 ноября. Также было заявлено, что Kodansha переиздаст первые тома манги. Первые два тома под новым лейблом EveningKC (яп. イブニングＫＣ) появились в продаже 22 ноября 2010 года. Тома 3 и 4 были изданы в декабре.
В России манга лицензирована «Истари комикс». Первый том был издан в июле 2010 года.

## Мир
Вампирами в мире «Одной крови» становятся люди, обменявшиеся кровью с любым вампиром. Они обретают бессмертие и физически не стареют, но не выносят солнечного света и нуждаются в постоянном потреблении крови, особенно в случае ранения. Вампиры передвигаются намного быстрее людей и легче излечиваются. Гипнотические способности позволяют им создавать рабов (яп. 奴隷 дорэй) или «ренфилдов» (яп. レンフィールド рэнфи:рудо, от имени персонажа романа Брэма Стокера «Дракула»). Человек, выпивший кровь вампира, обретает временное бессмертие, но теряет свободу воли и находится в полном подчинении у вампира-хозяина, который может управлять его чувствами и воспоминаниями.

## Сюжет
Действие происходит в современной Японии. Охотник на вампиров Куроэ (яп. 黒瀬クロエ Куросэ Куроэ) оставил это поле деятельности и живёт мирной жизнью. Он занимается написанием книг, а также подрабатывает частным детективом. Он живет вместе с девочкой Мисаки Минато (яп. 湊ミサキ Минато Мисаки), новообращённым вампиром. В силу недавнего превращения она сохранила человеческую личность и характер. Вампир, обративший её, также похитил сестру Куроэ.

## Персонажи
Мисаки — новообращённый вампир
Куроэ — обладает иммунитетом к вампирскому гипнозу, умеет чувствовать вампиров и способен сражаться с ними на равных, что иногда использует в работе детектива. Обладает Глазами Истины (яп. アデヴァラート・クライ адэвара:то курай, также 真実の眼).
Сайномэ (яп. サイノメ) — старая знакомая Куроэ, детектив. Обладает способностю считывать память погибшего человека.
Хигурэ (яп. ヒグレ) — вампир, выглядит как мальчик, но на самом деле чрезвычайно стар и от одиночества заводит ренфилдов.
Слай (яп. スライ, сурай)
Мария, мариа
Рэйдзи Минато (яп. 湊レイジ, минато рэйдзи)
Джесси (яп. ジェシー, дзэси)
Граф (伯爵), хакусяку

## Список томов
| № | Японский язык     | Японский язык   | Русский язык      | Русский язык           |
| № | Дата публикации   | ISBN            | Дата публикации   | ISBN                   |
| --- | ----------------- | --------------- | ----------------- | ---------------------- |
| 1 | февраль 2005 г.   | ISBN 484022921X | 10 июля 2010 г.   | ISBN 978-5-904676-05-6 |
| - Эпизод 1. Обычная жизнь. - Эпизод 2. Живя в сумерках. - Эпизод 3. Раб души (часть первая). - Эпизод 4. Раб души (часть вторая). - Эпизод 5. Раб души (часть третья). - Эпизод 6. Пока ты не проснёшься. - Эпилог. Возвращение Куроэ. |                   |                 |                   |                        |
| Куроэ в спешке дорабатывает рукопись будущей книги, поэтому Мисаки берётся вместо него выполнить заказ — найти кота по кличке Джекки. Она бродит ночью по опасному району, в метрополитене едва не попадается серийному убийце, затем — полицейским, которые хотят вывести девочку на солнечный свет. Куроэ спасает Мисаки, но так и не заканчивает работу. В следующей главе Мисаки встречается с вампиром Хигурэ, который удивлён, что Куроэ не является «ренфилдом» Мисаки. Он советует испробовать «фарумек» (яп. ファルメク фарумэку, также 魅了 — «очарование», «пленение») — способность временно управлять человеком с помощью взгляда. Мисаки проверяет «фарумек» на Куроэ, но, как выясняется, на него иллюзии не действуют. В следующих главах под общим названием «Раб души» развивается новый сюжет: Сайномэ, подруга Куроэ из экспертной лаборатории, расследует смерть женщины, которая была возлюбленной адвоката по фамилии Морияма. Сайномэ начинает подозревать Морияму, однако, почерк убийцы напоминает на тот, которым обладал ранее казнённый маньяк. При его казни присутствовал Морияма. Сайномэ выходит на серию загадочных смертей серийных убийц, причём тот, кто оказывался рядом с обвиняемым в момент смерти, впоследствии сам начинал совершать похожие убийства. Оказывается, душа убийцы завладевала находящимися рядом людьми. Убийца в теле Мориямы нападает на Сайномэ, но ей приходят на помощь Куроэ и Мисаки. Чтобы душа не могла освободиться, они приковывают тело в институте Сайномэ, в одной из запертых комнат. |                   |                 |                   |                        |
| 2 | 27 июля 2005 г.   | ISBN 4840231001 | 26 апреля 2011 г. | ISBN 978-5-904676-14-8 |
| 3 | 27 июня 2006 г.   | ISBN 484023499X |                   |                        |
| 4 | 27 июня 2007 г.   | ISBN 4840239258 |                   |                        |
| 5 | 28 апреля 2008 г. | ISBN 4048671065 |                   |                        |
| 6 | 27 января 2010 г. | ISBN 4048683640 |                   |                        |

## Drama CD
По мотивам манги было выпущено три диска Drama CD: Blood Alone, Blood Alone II и Blood Alone III. В них роль Мисаки озвучивала Маи Накахара, Куроэ — Тосиюки Морикава, Сайномэ — Риэ Танака, Слая — Синъитиро Мики, Хигурэ — Санаэ Кобаяси.